# Saurauia strigillosa
Saurauia strigillosa là một loài thực vật có hoa trong họ Dương đào. Loài này được Triana & Planch. miêu tả khoa học đầu tiên năm 1862.